# Думпе, Арта

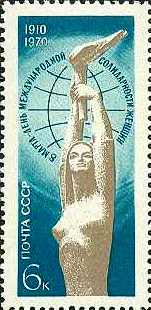
Почтовая марка к 60-летию дня 8 Марта. Факел мира (по скульптуре А. Думпе)

А́рта Ду́мпе (латыш. Arta Dumpe; род. 26 мая 1933, Талсы) — советский и латвийский скульптор.

## Биография
Окончила Латвийскую академию художеств (1960), ученица Теодора Залькална и Карлиса Земдеги. Участвовала в выставках с 1957 года, в 1962 году вступила в Союз художников Латвийской ССР.
Автор многочисленных портретных скульптур, из которых наиболее известны портреты Рабиндраната Тагора (1972), Николая Рериха (1974), Аспазии (1983).
В постсоветское время много работала как монументалист: памятник первому президенту Латвии Янису Чаксте в Елгаве, монумент «Родина-мать — Латвия» на Братском кладбище в Лестене и др. Выполнила также ряд надгробных памятников на Лесном кладбище в Риге, в том числе актрисе Анте Клинтс, балерине Велте Вилцине, погибшим во время баррикад 1991 года кинематографистам Гвидо Звайгзне и Андрису Слапиньшу.

## Награды
Офицер ордена Трёх звёзд (2005). Лауреат Государственной премии Латвийской ССР (1985), премии министерства культуры Латвийской ССР (1987), медали Союза художников Латвии (1989).